# Оксфорд (Айова)
Оксфорд (англ. Oxford) — місто (англ. city) в США, в окрузі Джонсон штату Айова. Населення — 722 особи (2020).

## Географія
Оксфорд розташований за координатами 41°43′22″ пн. ш. 91°47′29″ зх. д. / 41.72278° пн. ш. 91.79139° зх. д. (41.722696, -91.791260).  За даними Бюро перепису населення США в 2010 році місто мало площу 2,35 км², уся площа — суходіл.

## Демографія
Згідно з переписом 2010 року, у місті мешкало 807 осіб у 336 домогосподарствах у складі 216 родин. Густота населення становила 343 особи/км².  Було 350 помешкань (149/км²).
Расовий склад населення:
| - 92,9 % — білих - 3,3 % — чорних або афроамериканців - 1,5 % — азіатів |

До двох чи більше рас належало 2,1 %. Частка іспаномовних становила 2,4 % від усіх жителів.
За віковим діапазоном населення розподілялося таким чином: 28,4 % — особи молодші 18 років, 60,1 % — особи у віці 18—64 років, 11,5 % — особи у віці 65 років та старші. Медіана віку мешканця становила 35,5 року. На 100 осіб жіночої статі у місті припадало 93,1 чоловіків;  на 100 жінок у віці від 18 років та старших — 85,3 чоловіків також старших 18 років.
Середній дохід на одне домашнє господарство  становив 70 243 долари США (медіана — 60 441), а середній дохід на одну сім'ю — 76 638 доларів (медіана — 63 417). За межею бідності перебувало 2,9 % осіб, у тому числі 6,1 % дітей у віці до 18 років та 0,0 % осіб у віці 65 років та старших.
Цивільне працевлаштоване населення становило 534 особи. Основні галузі зайнятості: освіта, охорона здоров'я та соціальна допомога — 32,2 %, роздрібна торгівля — 14,0 %, виробництво — 8,2 %, науковці, спеціалісти, менеджери — 7,9 %.